# NK Ankerkader 45/2 Ereklasse 1931-1932
Het 20e Nederlands kampioenschap biljarten in de spelsoort Ankerkader 45/2 Ereklasse seizoen 1931-1932 werd gespeeld van 28 april tot en met 1 mei 1932. Acht deelnemers speelden een halve competitie over partijlengten van 400 caramboles. Het toernooi werd gespeeld te Utrecht. Jan Sweering werd voor de eerste keer kampioen van Nederland in deze spelsoort.

## Eindstand
| NK ANKERKADER 45/2 Ereklasse 1931-1932 - EINDSTAND | NK ANKERKADER 45/2 Ereklasse 1931-1932 - EINDSTAND | NK ANKERKADER 45/2 Ereklasse 1931-1932 - EINDSTAND | NK ANKERKADER 45/2 Ereklasse 1931-1932 - EINDSTAND | NK ANKERKADER 45/2 Ereklasse 1931-1932 - EINDSTAND | NK ANKERKADER 45/2 Ereklasse 1931-1932 - EINDSTAND | NK ANKERKADER 45/2 Ereklasse 1931-1932 - EINDSTAND | NK ANKERKADER 45/2 Ereklasse 1931-1932 - EINDSTAND | NK ANKERKADER 45/2 Ereklasse 1931-1932 - EINDSTAND |
| RANG                                               | SPELER                                             | GESP                                               | PP                                                 | CAR                                                | BRT                                                | MOY                                                | PMOY                                               | HS                                                 |
| -------------------------------------------------- | -------------------------------------------------- | -------------------------------------------------- | -------------------------------------------------- | -------------------------------------------------- | -------------------------------------------------- | -------------------------------------------------- | -------------------------------------------------- | -------------------------------------------------- |
|                                                    | Jan Sweering                                       | 7                                                  | 12                                                 | -                                                  | -                                                  | 14,75                                              | 19,04                                              | 75                                                 |
|                                                    | Jan Dommering                                      | 7                                                  | 12                                                 | -                                                  | -                                                  | 13,96                                              | 23,52                                              | 133                                                |
|                                                    | Nelis van Vliet                                    | 7                                                  | 8                                                  | -                                                  | -                                                  | 13,67                                              | 22,22                                              | 122                                                |
| 4                                                  | Tjoa Sie Lian                                      | 7                                                  | 8                                                  | -                                                  | -                                                  | 13,30                                              | 19,04                                              | 111                                                |
| 5                                                  | Piet de Leeuw                                      | 7                                                  | 8                                                  | -                                                  | -                                                  | 12,36                                              | 14,81                                              | 70                                                 |
| 6                                                  | Piet van de Pol                                    | 7                                                  | 4                                                  | -                                                  | -                                                  | 11,17                                              | 13,33                                              | 94                                                 |
| 7                                                  | Max Theeboom                                       | 7                                                  | 4                                                  | -                                                  | -                                                  | 10,55                                              | 13,33                                              | 98                                                 |
| 8                                                  | Leo Katoen                                         | 7                                                  | 0                                                  | -                                                  | -                                                  | 10,54                                              | geen                                               | 83                                                 |
| TOTAAL                                             | TOTAAL                                             | TOTAAL                                             | TOTAAL                                             | -                                                  | -                                                  | 14,75                                              | 23,52                                              | 133                                                |
|                                                    |                                                    |                                                    |                                                    |                                                    |                                                    |                                                    |                                                    |                                                    |

Arnhem 1912-1913 · 
Leeuwarden 1913-1914 ·
Amsterdam 1914-1915 ·
Den Haag 1915-1916 ·
Groningen 1916-1917 ·
Amsterdam 1917-1918 ·
Arnhem 1918-1919 ·
Leeuwarden 1919-1920 ·
Den Haag 1920-1921 ·
Groningen 1921-1922 ·
Amsterdam 1922-1923 · 
Amsterdam 1923-1924 ·
Rotterdam 1924-1925 ·
Amsterdam 1925-1926 ·
Haarlem 1926-1927 ·
Utrecht 1927-1928 ·
Rotterdam 1928-1929 ·
Den Haag 1929-1930 ·
Leeuwarden 1930-1931 ·
Utrecht 1931-1932 ·
Amsterdam 1932-1933 ·
Amsterdam 1933-1934 ·
Amsterdam 1934-1935 · 
Utrecht 1935-1936 ·
Arnhem 1936-1937 ·
Den Haag 1937-1938 ·
Amsterdam 1938-1939 ·
Rotterdam 1939-1940 ·
Amsterdam 1940-1941 ·
Amsterdam 1941-1942 ·
Amsterdam 1942-1943 ·
Amsterdam 1944-1945 ·
Den Haag 1945-1946 ·
Apeldoorn 1946-1947 ·
Groningen 1947-1948